# Haega seojjogeseo ddeundamyeon
Pour plus de détails, voir Fiche technique et Distribution.
Haega seojjogeseo ddeundamyeon (hangeul : 해가 서쪽에서 뜬다면, litt. « Si le soleil se lève à l'ouest ») est un film romantique sud-coréen réalisé par Lee Eun, sorti en 1998. Il s’agit du premier long métrage du réalisateur.

## Synopsis
Beom-soo effectue son service militaire en tant qu'agent de la circulation. Durant son service, il rencontre la jeune étudiante Hyun-joo, victime d'un  léger accident alors qu'elle s'entraînait en vue de passer son permis de conduire. Plutôt que de la sanctionner, ce dernier décide de lui offrir des cours particulier, et rapidement une certaine complicité s'installe entre eux. Malheureusement, Hyun-joo met fin à cette idylle naissante en annonçant qu'elle compte terminer ses études à l'étranger. Quelques années ont passé et nos deux jeunes gens ont fini par concrétiser leurs rêves. Beom-soo est désormais arbitre dans le championnat national de baseball, tandis que Hyun-joo est devenue une grande actrice, adulée par tout le pays…

## Fiche technique
- Titre : Haega seojjogeseo ddeundamyeon
- Titre original : 해가 서쪽에서 뜬다면
- Titre anglais : If the Sun Rose in the West
- Réalisation : Lee Eun
- Scénario : Kim Hyeon-seok
- Musique : Jo Yeong-wook
- Direction artistique : Kim Sang-man
- Photographie : Byeon Hee-seong
- Montage : Ko Im-pyo
- Production : Sim Jae-myeong
- Société de production : Myeong Film Co.
- Société de distribution : Il-Sin Investment
- Pays d'origine : Corée du Sud
- Langue originale : coréen
- Format : couleur - 1,85:1 - Dolby Digital - 35 mm
- Genre : romance
- Durée : 100 minutes
- Date de sortie :
  - Corée du Sud : 19 décembre 1998

## Distribution
- Lim Chang-jung : Beom-soo
- Ko So-young : Hyun-joo
- Cha Seung-won : Ji Min
- Nam Hyeon-ju
- Myung Gye-nam
- Kang Chung-sik
- Park Yong-soo
- Yu Hyeong-gwan
- Lee Du-il
- Choi Yong-min
- Lee Beom-soo

## Accueil
Le film est sorti le 19 décembre 1998 en Corée du Sud, comptant au total de 145 752 spectateurs à Séoul.